# Mari Copeny
Amariyanna « Mari » Copeny, née le 6 juillet 2007, également connue comme Little Miss Flint, est une militante originaire de Flint, Michigan, surtout connue ses actions destinées à sensibiliser à la crise de l'eau de Flint et pour ses levées de fonds menées en faveur des enfants défavorisés.

## Carrière

### Crise sanitaire de Flint
En 2016, elle écrit à l'âge de huit ans une lettre au président Barack Obama, pour attirer son attention sur la crise de l'eau de Flint, sa ville natale,. Il lui répond en affirmant notamment que « les lettres d'enfants comme vous sont ce qui [le] rend optimiste face à l'avenir » et qu'il viendrait à Flint. Le 4 mai 2016, il visite Flint pour constater l'insalubrité de leur approvisionnement en eau. Cette visite conduit à la déclaration de l'état d'urgence quatre mois plus tard, et permet d'éveiller les consciences à travers le pays sur la qualité de l'eau. Obama débloque 100 millions de dollars pour répondre à cette crise sanitaire. D'autres mesures sont prises, mais les effets ne sont pas encore en effet définitif des réparations prévues ne sont pas attendues avant 2020 au plus tôt. 
Le 13 avril 2017, Mari Copeny prend a parole devant une plate-forme nationale lors du rassemblement Stand up to Trump devant la Maison-Blanche à Washington, DC, en rappelant que lors de sa campagne de 2016, le candidat Donald Trump avait promis aux habitants de Flint, y compris elle-même, qu’il y réglerait la crise de l’eau. Elle y déclare que le président Trump n'a pas rempli sa promesse. Ne se limitant pas à défendre sa ville natale, elle s'est également prononcée contre les politiques d'immigration de Trump.  
En 2018, afin de garder la crise sanitaire de Flint dans l'esprit du public et de fournir de l'eau potable à la population de sa ville, Copeny collabore avec Pack Your Back une organisation à but non lucratif créée en 2016 par des étudiants de l'Université de Central Michigan. Ils réalisent un crowfunding afin de récolter des fonds pour acheter de l'eau en bouteille aux habitants de Flint, le gouverneur de l'État du Michigan, Rick Snyder, ayant mis fin au programme d'eau gratuite pour les habitants de la ville. Près de 50 000 $ sont collectés en un mois, soit suffisamment pour fournir 200 000 bouteilles d'eau.
La couverture médiatique des actions de Copeny lui vaut le surnom de Little Miss Flint, inventé après sa victoire à un concours de beauté en 2015,. 

### Levée de fonds communautaire
En plus de ses efforts pour résoudre la crise sanitaire de Flint et obtenir de l'eau potable, Copeny s'investit dans d'autres causes.  Avant l'ouverture de l'année scolaire en 2016-2017, elle s'associe à Pack Your Back et a collecte des fonds pour aider les étudiants venant de Flint, leur fournissant sacs à dos et fournitures scolaires. En 2016, elle a collecté suffisamment d'argent pour 100 sacs à dos et, en 2017, 10 000 $ pour financer 1 000 sacs à dos pour les jeunes de la région,. Elle lance une autre campagne GoFundMe en 2018 dans le cadre du #BlackPantherChallenge, recueillant plus de 16 000 $ afin de donner à des centaines d'enfants de milieu défavorisé l'opportunité de voir le film Black Panther, dans l'objectif de fournir à une audience noire une produit culturel qui leur montre des représentations et des modèles positifs de personnes noires. 
Copeny utilise son compte Twitter sur les réseaux sociaux pour faire connaître ses actions en cours, notamment le projet Dear Flint Kids, une demande de lettres d’encouragement aux enfants de Flint, une autre levée de fonds pour distribuer des exemplaires gratuits du livre A Wrinkle in Time, des initiatives lors des fêtes de Noël et paniers de Pâques pour les personnes défavorisées, et le soutien aux programmes scolaires visant à lutter contre le harcèlement. 